# Margaret Brown
Vous lisez un « article de qualité » labellisé en 2012.
Pour les articles homonymes, voir Margaret Brown (homonymie) et Brown.
Margaret Tobin Brown, née le 18 juillet 1867 à Hannibal (Missouri) et morte le 26 octobre 1932 à Manhattan (New York), est une militante et philanthrope américaine. Issue d'une famille pauvre, dès ses dix-huit ans, elle part tenter sa chance dans le Colorado et rencontre James Brown, qu'elle épousera. Devenu millionnaire à la suite de la découverte d'un filon d'or dans une mine d'Ibex Company, le couple entre dans la haute société et Margaret Brown, engagée et militante, se consacre au service des autres, notamment à travers la défense des droits des femmes, des enfants et des mineurs du Colorado.
Elle en profite également pour voyager à travers le monde, et se rend à plusieurs reprises en France. Son amour pour ce pays la pousse à partir précipitamment en Picardie lorsqu'elle apprend le déclenchement de la Première Guerre mondiale. Avec d'autres Américaines, elle soigne les soldats, action qui lui vaut de recevoir la Légion d'honneur. Il lui arrive aussi de se consacrer à sa passion pour le théâtre dramatique : elle interprète sur les scènes new-yorkaises et parisiennes le rôle de son idole, Sarah Bernhardt.
Cependant, Margaret Brown est surtout connue pour être l'une des rescapées du naufrage du Titanic (le 15 avril 1912), une tragédie qui lui confère une renommée internationale. Sauvée à bord du canot no 6, dans lequel elle déplore le comportement du quartier-maître Robert Hichens, elle participe ensuite à la création du Comité des Survivants. Un siècle après le naufrage, Margaret Brown est presque exclusivement surnommée l'« Insubmersible Molly Brown », bien qu'elle n'ait jamais été appelée ainsi de son vivant. Il s'agit d'une invention du cinéma hollywoodien, qui s'empare de son histoire pour en faire un mythe, parfois très éloigné de la vérité, notamment dans la comédie musicale La Reine du Colorado (1964) — mettant en scène l'actrice Debbie Reynolds dans son rôle — et le drame Titanic (1997) — son rôle étant interprété par Kathy Bates.

## Biographie

### Jeunesse
Margaret Tobin est née le 18 juillet 1867, à Hannibal, dans l'État du Missouri. Fille d'immigrants irlandais, John Tobin (1820-1899) et Johanna Collins (1825-1905), elle a trois frères et sœurs, Daniel (1863), William (1869) et Helen (1871) ainsi qu'une demi-sœur, Catherine Bridget Tobin, par le premier mariage de son père et une autre demi-sœur, Mary Ann Collins, du premier mariage de sa mère. Ses parents se sont en effet tous les deux retrouvés veufs très jeunes. À leur arrivée en Amérique, ils intègrent une communauté de catholiques irlandais aux idées progressistes, une mentalité qu'ils transmettent à leurs enfants et dont Margaret Brown fait usage tout au long de sa vie.
Margaret Tobin est scolarisée jusqu'à l'âge de treize ans dans une école dirigée par sa tante, Marie O'Leary, puis part travailler dans une usine de tabac de la société Tobacco Company Garth pour aider à nourrir sa famille. Elle découvre les longues journées de travail, les bas salaires et les luttes de la classe ouvrière. En 1885, alors âgée de 18 ans, Margaret Tobin et son frère Daniel suivent leur demi-sœur, Mary Ann Collins (qui vient de se marier avec un forgeron) à Leadville, une cité minière du Colorado. Tandis que son frère travaille à la mine, elle trouve un emploi au magasin Daniels & Fisher Co dans lequel elle s'occupe du rayon tapis et rideaux.

### Des débuts dans la pauvreté
C'est au cours de l'été 1886 qu'elle rencontre James Joseph Brown (1854-1922), de treize ans son aîné, qui est appelé simplement J.J. Lui-même fils d'immigrants irlandais tout aussi pauvres que la famille Tobin, James Brown travaille à la mine en tant qu'entrepreneur. Margaret Tobin a toujours espéré se marier à un homme riche, mais épouse James Brown par amour. Elle disait :

« Je voulais un homme riche, mais j'ai aimé Jim Brown. Je réfléchissais à la façon de soulager mon père et comment j’avais décidé de rester célibataire jusqu'à ce qu'un homme se soit présenté, qui pourrait donner à ce vieil homme fatigué les choses que j'avais ardemment désirées pour lui. Jim était aussi pauvre que nous l'étions, et n'a pas eu plus de chance dans la vie. À cette époque, j'ai combattu contre moi-même. J'ai aimé Jim, mais il était pauvre. Finalement, j'ai décidé que je serais mieux avec un pauvre homme que j'aimais qu'avec un riche dont l'argent m'avait attiré. Ainsi, j'ai épousé Jim Brown »

Margaret Tobin et James Joseph Brown se marient à l'église de l'Annonciation de Leadville le 1er septembre 1886. Le couple a deux enfants : Lawrence Palmer Brown, né le 30 août 1887 à Hannibal, et Catherine Ellen Brown, née le 1er juillet 1889 à Leadville.
Dans un premier temps, les jeunes mariés vivent à Stumptown, une cité minière fondée en 1876 qui abrite une petite communauté irlandaise. Les mineurs et leurs familles vivent ici pour être à proximité des mines, mais dans des conditions souvent précaires, surtout durant l'hiver lorsque la neige, abondante dans le Colorado, rend impraticable la route qui relie Stumptown à Leadville.
En 1891, James Brown commence à travailler pour la Ibex Company, une compagnie alors nouvellement créée. Il devient le surintendant des différents puits de mines, dont le puits no 1, appelé Little Johnny, d'où est extrait de l'argent.

### Une fortune inespérée

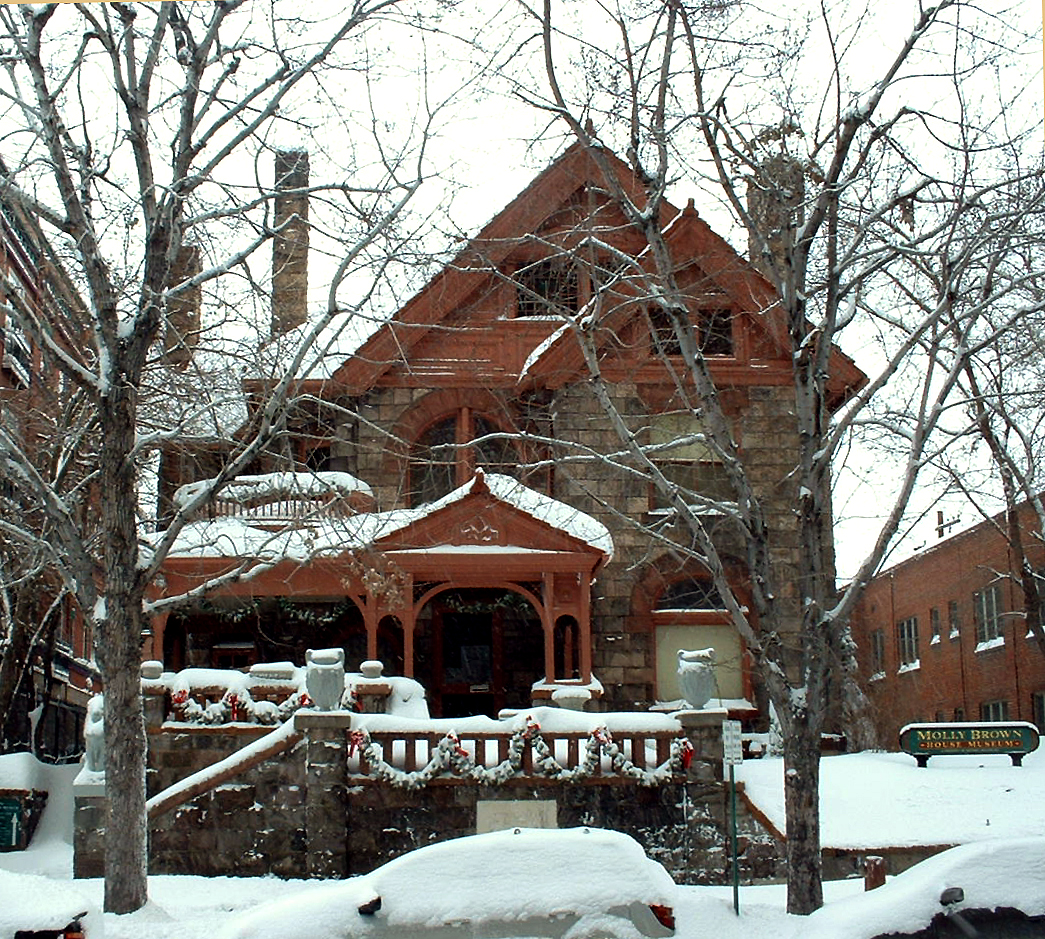
La maison de Denver, achetée par les Brown en 1894. C'est désormais un musée consacré à « Molly ».

Afin de stopper les nombreux effondrements des galeries souterraines, James Brown met au point un procédé avec du bois et des ballots de foin pour soutenir les voûtes. La méthode se révèle efficace et les mineurs ont désormais la possibilité de creuser en profondeur plus en sécurité, tant et si bien qu'ils découvrent des gisements d'or. Les dirigeants d'Ibex Company deviennent rapidement très riches et ils cèdent 12,5 % des parts de la société à James Brown, ainsi qu'un siège au conseil d'administration, pour le récompenser.
La mine connaît une période prospère jusqu'à la panique de 1893 où l'abrogation du Sherman Silver Purchase Act fait s'effondrer le prix de l'argent. Les mines de Leadville ferment les unes après les autres. Little Johnny est abandonnée à son tour et Stumptown se vide de ses habitants jusqu'à ce qu'elle soit définitivement désertée en 1914. De nos jours c'est une des nombreuses villes fantômes des États-Unis où subsistent quelques bâtiments en bois. Cette même année, les Brown (dont la fortune s’élève désormais à 5 millions de dollars) s'offrent leur premier voyage au cours duquel ils passent à Chicago pour visiter l'exposition universelle. À leur retour en 1894, ils achètent une maison à Denver, sur Pennsylvania Street, en plein cœur du prestigieux quartier de Capitol Hill. En plus du couple et de leurs enfants, la nouvelle et grande maison de Denver accueille aussi leurs parents respectifs, ainsi que les trois filles de Daniel Tobin, le frère de Margaret Brown, qui est devenu veuf quelques années après son mariage. Cinq ans plus tard, en 1898, James Brown donne le nom de sa femme à la maison.
En 1902, les Brown entreprennent un tour du monde, en commençant par l'Irlande où James Brown envisage sérieusement de revenir passer sa retraite. Le couple se rend ensuite en France, puis en Russie, au Japon, et bien d'autres destinations. Lors d'un passage en Inde, Margaret Brown s'intéresse tout particulièrement au système des castes.
Cependant les voyages ne suffisent plus à consolider le couple et après vingt-trois ans de mariage, Mrs Brown découvre que son mari la trompe. D'un commun accord, ils décident de se séparer en 1909. Elle reçoit un règlement en espèces et obtient la possession de la maison de Denver. James Brown s'engage également à lui verser 700 dollars par mois afin qu'elle puisse continuer ses activités et ses voyages. Ils ne seront jamais officiellement divorcés, aussi Margaret Brown conserve-t-elle le nom de son mari tout en gardant contact avec lui. Elle devient veuve en 1922 lorsque James Joseph Brown meurt d'une crise cardiaque à l'hôpital de Nassau à New York, sa fille Helen à ses côtés.
Le fils de Margaret Brown, Lawrence Palmer Brown, (mort le 2 avril 1949), et son fils, Lawrence Palmer Junior, lèguent par la suite toutes les photos familiales au musée consacré à sa grand-mère. La fille de Lawrence Junior, Muffet Laurie Brown, fait quant à elle des recherches sur la vie de son arrière-grand-mère. C'est l'une des premières de sa famille à collaborer avec les historiens du Titanic. Elle a d'ailleurs rédigé la préface de la biographie de Margaret Brown écrite par Kristen Iversen et publiée en 1999. La fille de Margaret Brown, devenue Mme Benziger à la suite de son mariage en 1913, a quant à elle vécu jusqu'à l'âge de 97 ans, avant de mourir le 17 octobre 1993 à Greenwich dans le Connecticut.

### Le RMSTitanic

#### Un départ imprévu

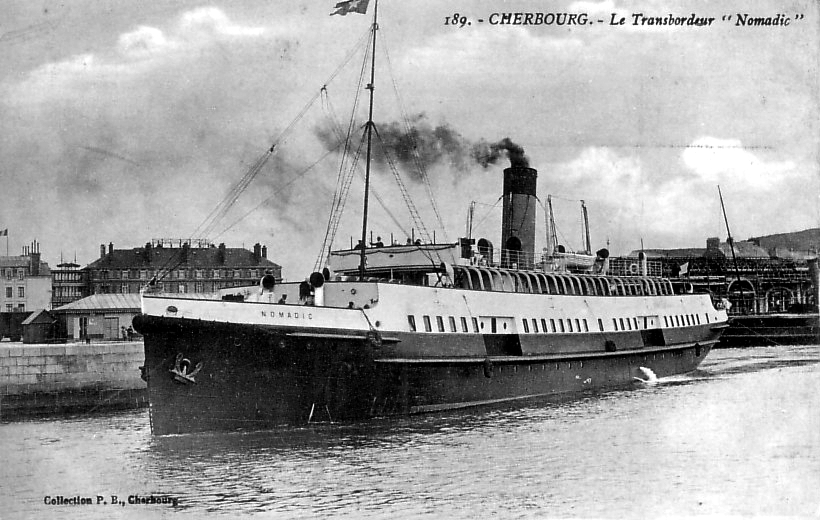
À Cherbourg Margaret embarque d'abord sur le Nomadic avant de pouvoir monter à bord du Titanic.

Plus indépendante que jamais depuis sa séparation avec James Brown, Mrs Brown en profite pour voyager. Le 24 janvier 1912, elle embarque à bord de l'Olympic, sister-ship du Titanic, pour se rendre en Europe et retrouver sa fille qui étudie à l'université de la Sorbonne, à Paris. Durant le mois de février les deux femmes partent visiter l’Égypte et c'est au Caire qu'elles rencontrent John Jacob Astor en compagnie de sa nouvelle jeune épouse, Madeleine. Le couple, qui est en voyage de noces, lui parle du Titanic, le luxueux paquebot sur lequel ils ont réservé leurs billets de retour à l'occasion de son voyage inaugural. Pendant son séjour Margaret Brown se fait prédire l'avenir par un voyant et celui-ci l'avertit de ne pas prendre la mer car elle y sera en danger. Cette remarque l'amuse, car pour rentrer en Amérique elle est bien évidemment obligée de prendre un bateau. Malgré tout, elle achète un petit talisman en jade représentant une momie et censé lui porter chance.
Elle rentre en France en même temps que les Astor et s'installe dans un grand hôtel parisien de la place Vendôme. Cependant une nouvelle vient modifier ses projets lorsque le 9 avril, Margaret Brown apprend que son petit-fils, Lawrence Palmer Junior, est malade. Elle décide aussitôt de rentrer et achète un billet, qu'elle paye 27 livres sterling, 14 shillings, sur le premier bateau à destination des États-Unis, le Titanic.
Le 10 avril, elle monte dans le train transatlantique au départ de la gare Saint-Lazare et arrive quelques heures plus tard à la gare transatlantique de Cherbourg. Comme de nombreux autres passagers, elle est obligée de patienter davantage que prévu car le Titanic, ayant rencontré un incident à son départ de Southampton, est finalement parti avec un peu de retard. Il arrive en rade de Cherbourg à 18 h 35, plus d'une heure après l'horaire initialement prévu. Mrs Brown embarque à bord du Nomadic, le transbordeur de première et deuxième classe, qui la transporte jusqu'au paquebot. Ses bagages, dont trois caisses d'antiquités égyptiennes qu'elle destine au musée d'art de Denver, sont quant à eux placés sur le Traffic avec les passagers de troisième classe. Alors qu'elle monte à bord du Titanic, une de ses amies, Emma Bucknell, qui est aussi du voyage, lui dit qu'elle a un mauvais pressentiment à propos du paquebot. Margaret Brown lui répond qu'elle s'inquiète pour rien. Le Titanic repart à 20 h 10, en direction de Queenstown.

#### La traversée

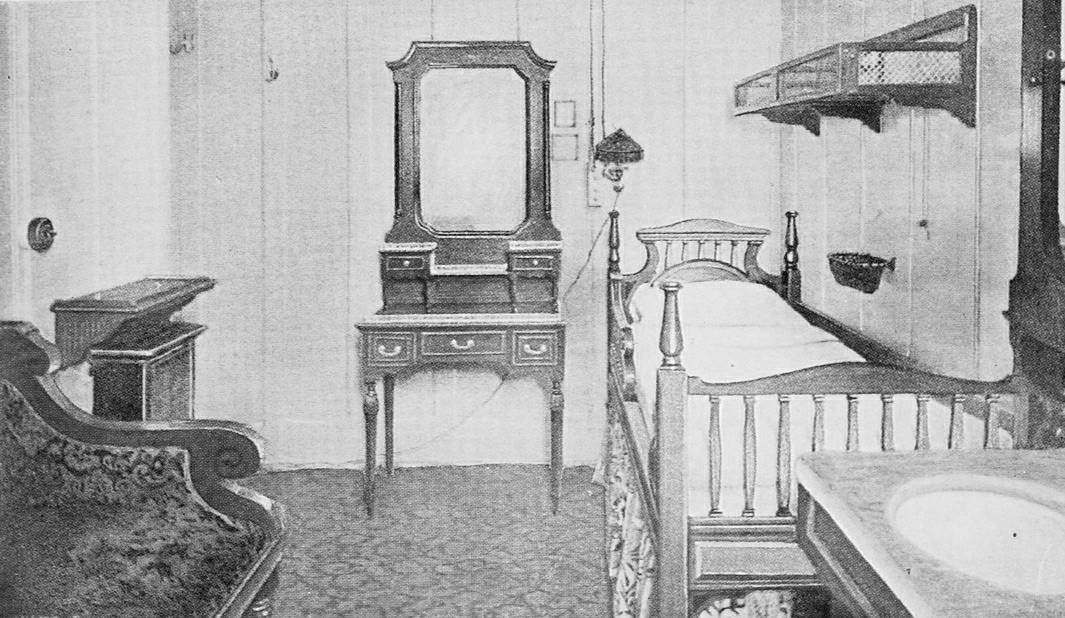
Une cabine de première classe semblable à celle que Margaret Brown occupait pendant la traversée.

Bien que Kristen Iversen indique dans sa biographie de Margaret Brown que la cabine de cette dernière se trouve sur le pont B, de nouvelles recherches permettent cependant de penser que durant la traversée, Margaret Brown occupe en réalité la cabine E-23, située au pont E sur le côté tribord. Elle décrit d'ailleurs elle-même sa cabine comme une pièce pouvant accueillir trois personnes, ce qui correspond à la description de la cabine du pont E, et non à celle du pont B.
Durant les quatre jours de la traversée, Mrs Brown profite de la première classe la plus luxueuse de l'époque, laquelle propose différentes activités telles que des séances de sport au gymnase, ou des innovations comme les bains turcs. Elle a également pu se rendre au salon de lecture principalement destiné aux dames, tout comme elle a sûrement apprécié le café parisien où se retrouve toute la mondanité du paquebot, et où les conversations vont bon train. À bord, Margaret Brown côtoie ainsi les personnalités de son époque. Elle retrouve notamment le couple Astor, les plus riches des passagers, mais aussi Benjamin Guggenheim le magnat du cuivre, Charles Melville Hays le magnat du chemin de fer américain, Cosmo Edmund Duff Gordon un grand propriétaire terrien accompagné de son épouse Lucy qui est créatrice de mode pour l'aristocratie, et bien d'autres encore. Margaret Brown reconnaît également quelques membres du personnel, dont le capitaine Smith et l'hôtesse Violet Jessop, qu'elle avait rencontrés trois mois plus tôt à bord de l’Olympic.
Bien qu'elle ne soit pas issue de ce milieu et que sa fortune paraisse faible à côté de celle des milliardaires, Brown est parvenue à se faire une place dans ce milieu très privé et elle profite de la traversée qui se déroule à merveille.

#### Le naufrage

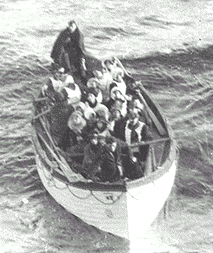
Le canot no 6, dans lequel se trouve Margaret Brown, est photographié par des passagers du Carpathia alors qu'il vient à leur rencontre. Hichens tient la barre tout à l'arrière.

Margaret Brown est en train de lire dans son lit lorsque le Titanic heurte l'iceberg à 23 h 40. Plongée dans sa lecture, elle entend vaguement le bruit du choc sans y prêter attention, mais finit tout de même par sortir de sa cabine lorsque des bruits lui parviennent de la coursive. Comme il ne s'agit que de quelques hommes en pyjama qui discutent entre eux, elle retourne se coucher. Cependant à peine Margaret Brown a-t-elle repris son livre, qu'un homme frappe à sa porte. Il s'agit de James Robert McGough, l'occupant de la cabine E-25 qui se trouve juste en face. Il vient la prévenir qu'il s’apprête à monter sur le pont avec un ami pour voir ce qu'il se passe et qu'elle devrait s'habiller pour se tenir prête à partir. En entendant ces propos, Margaret Brown ressort dans la coursive, mais une fois encore elle n'y trouve aucune agitation anormale susceptible de l'alarmer, aussi décide t-elle à nouveau de rentrer à sa cabine. En chemin elle passe devant un groupe d'hommes, six stewards et un officier, qui s'activent au-dessus d'une plaque en laiton. Elle l'ignore, mais sous cette plaque se trouve un système permettant de fermer manuellement les portes étanches du pont F, qui se trouve juste en dessous. L'officier et les stewards sont en train d'essayer d'ouvrir la plaque afin de procéder à la manœuvre. Selon Margaret Brown, aucun d'eux ne semble nerveux. Deux autres rescapés, qui ont également assisté à la scène, confirment par la suite ses propos. Peu après, McGough revient et l'informe qu'il est temps pour elle de prendre son gilet de sauvetage.
S'habillant en vitesse, Margaret Brown prend 500 dollars dans son coffre-fort et les met dans un petit portefeuille qu'elle accroche autour de son cou, puis elle enfouit son talisman en jade au fond de sa poche et s'empare de son gilet de sauvetage. En quittant sa cabine, elle laisse derrière elle ses livres, une importante garde-robe, treize paires de chaussures parisiennes et plusieurs bijoux, dont un collier d'une valeur de 325 000 dollars.
Margaret Brown monte avec hâte sur le pont des embarcations et aide les autres femmes à évacuer le bâtiment avant qu'elle ne soit elle-même amenée à embarquer dans le canot no 6 vers 1 heure, le deuxième mis à la mer à bâbord. Une fois à l'eau, elle et les autres femmes du canot se retrouvent confrontées à l'arrogance et l'égoïsme du quartier-maître, Robert Hichens, auquel la passerelle a attribué le commandement de l'embarcation. Parmi les occupants du canot, il y a une majorité de femmes. Elles sont environ vingt, tandis que les hommes sont seulement au nombre de cinq ou six, dont quatre hommes d'équipage. Quarante personnes de plus auraient pu y prendre place.
Hichens se montre particulièrement désagréable et à plusieurs reprises il refuse de revenir en arrière pour recueillir des naufragés, de peur que ceux-ci ne fassent chavirer le canot, malgré les demandes insistantes de Margaret Brown et d'Helen Candee qui ne parviennent qu'à l'énerver davantage,. Pessimiste, il est persuadé qu'ils vont dériver plusieurs jours, sans eau ni biscuits, et se lamente : « Nous sommes condamnés ! ». Margaret Brown lui reproche de ne rien faire alors que les femmes rament depuis des heures. Prostré à l'arrière du canot, sous prétexte de tenir la barre, Hichens est en effet l'un des seuls à ne pas ramer. Une autre passagère, Mrs Leila Meyer, l'accuse de s'être approprié des couvertures et une flasque d'alcool, qu'il a confisquée à son seul usage. La tension est palpable.
Un peu plus tard dans la nuit, le canot no 6 croise le canot no 16 auquel Hichens décide de s'attacher, mais au bout de quelques minutes, Margaret Brown et les autres femmes du canot, frigorifiées, demandent à repartir pour pouvoir continuer à ramer et ainsi se tenir chaud. Hichens refuse et menace même de jeter à l'eau Margaret Brown si elle « ne la ferme pas ». Choqué par les propos du quartier-maître, un homme lui fait remarquer : « Vous rendez-vous compte que vous parlez à une femme ? » Finalement, le canot no 6 est détaché par les occupants du canot no 16 et les femmes reprennent les rames. L'échange verbal entre Hichens et Brown fut tel que le sénateur Smith demande des précisions à ce sujet lors de la commission d'enquête américaine. Margaret Brown écrit elle-même par la suite : « Il y avait une créature dans notre canot, que je ne pourrais pas appeler un homme car rien, excepté ses vêtements, ne permettait de le qualifier comme tel, tant il était lâche. » Cependant, si tous les occupants du canot ont condamné l'action d'Hichens, ils auraient certainement pu s'opposer sans difficultés à un homme isolé ; aussi cette unanimité est-elle parfois considérée comme exagérée.

#### Sauvée par leCarpathia

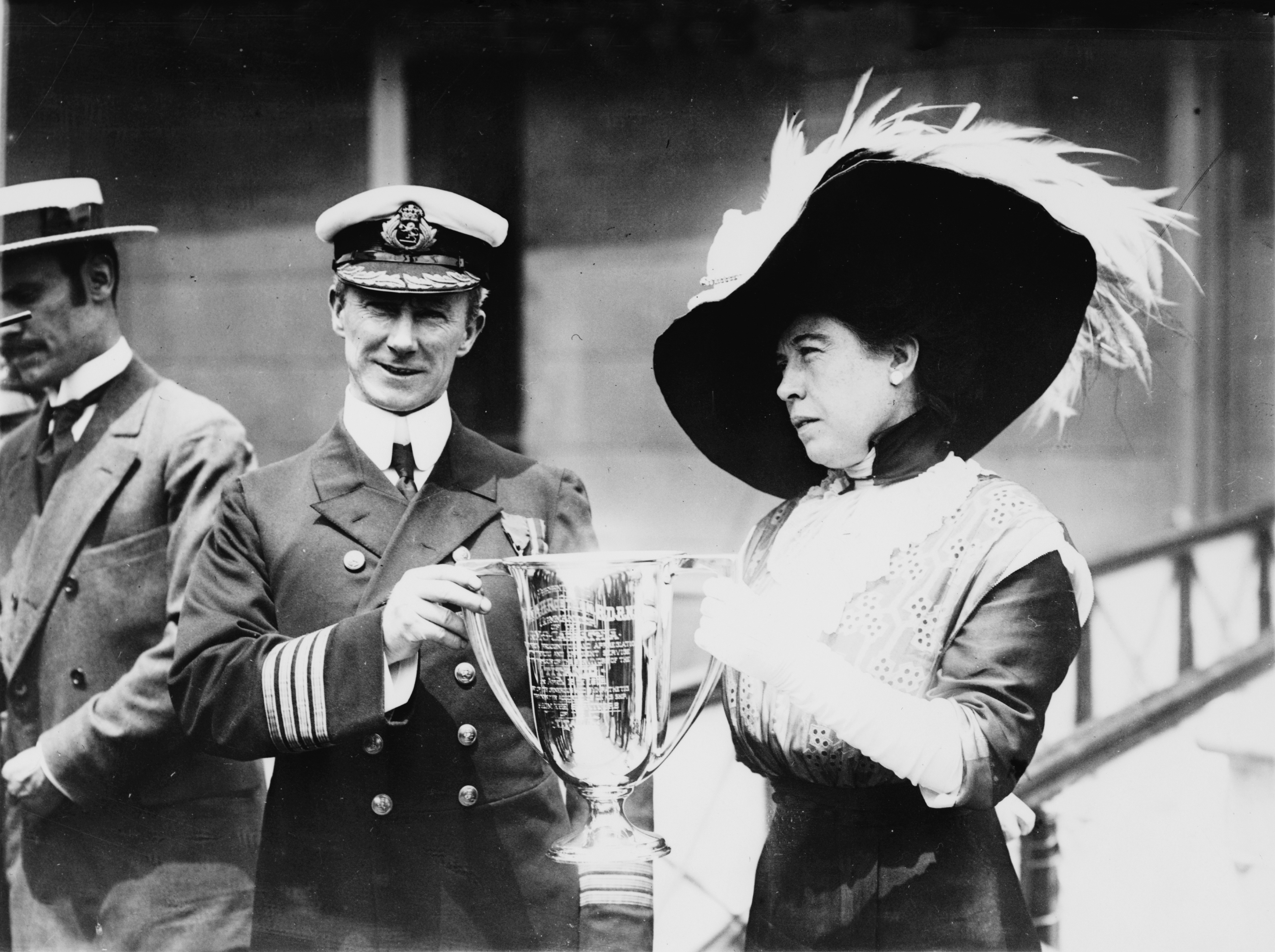
Margaret Brown présentant un trophée au capitaine Arthur Henry Rostron, pour son service lors du sauvetage du Titanic.

À 4 h 30, les passagers du canot aperçoivent des lumières au loin. Une nouvelle fois défaitiste, Hichens leur dit que ce n'est pas un bateau mais simplement une étoile filante, et qu'il ne sert à rien de continuer à espérer l'arrivée de secours. Pourtant, Frederick Fleet (le veilleur de nuit ayant aperçu l'iceberg) qui était jusque-là resté silencieux, annonce qu'il s'agit certainement du Carpathia, et c'est en effet le petit paquebot de la Cunard Line qui apparaît à la lumière du matin. Comme les canots se sont dispersés et que la houle s'est levée, il faut un certain temps pour que le Carpathia parviennent à tous les récupérer. Le calvaire des occupants du numéro 6 se termine à 6 h du matin, lorsqu'ils peuvent enfin quitter l'embarcation.
À bord du Carpathia, Margaret Brown envoie tout d'abord un télégramme à sa fille Helen, et cherche ensuite à se rendre utile. Elle aide à réaliser les listes des rescapés comme interprète, en tant que francophone et germanophone, puis effectue ensuite une collecte auprès des rescapés de première classe et des passagers du Carpathia, au profit des émigrants qui ont tout perdu dans le naufrage et parvient à réunir 10 000 $. À son retour sur la terre ferme, elle est acclamée comme une héroïne, et à un journaliste qui lui demande comment elle a survécu, Margaret Brown répond : « C'est la chance des Brown. Nous sommes insubmersibles. »
Dans le même temps, apprenant le rétablissement de son petit-fils, elle décide de rester quelque temps à New York pour continuer à aider aux secours des naufragés. Mrs Brown regrette cependant que son statut de femme ne l'autorise pas à témoigner à la commission d'enquête américaine, aussi fait-elle publier l'histoire de son expérience à bord du Titanic dans le Herald Newport, les 28, 29 et 30 mai 1912.
Le 29 mai 1912, en tant que présidente du Comité des Survivants qu'elle a contribué à créer, Margaret Brown remet au capitaine Rostron une coupe en argent pour le remercier de son aide apportée aux naufragés, ainsi que des médailles à chacun des membres de l'équipage du Carpathia. Le lendemain, le New York Times publie un article relatant les faits. Mrs Brown offre également à Rostron le talisman en jade qu'elle avait acheté en Égypte pour qu'il lui porte chance. Enfin, le 26 mai 1931, elle assiste à l'édification du mémorial aux victimes du Titanic à Washington.
Dans une interview qu'elle donne par la suite, Margaret Brown affirme qu'elle ne cautionne pas la règle visant à faire monter les femmes avant les hommes, et explique que si « les femmes demandent l'égalité des droits sur terre, pourquoi pas aussi en mer ? ». Mrs Brown pense que dans de tels moments, les familles ne devraient pas être séparées.

### Fin de vie
À la suite de son expérience dans le naufrage du Titanic, Margaret Brown acquit une renommée nationale alors qu'elle n'était jusqu'ici connue que dans l’État du Colorado, et surtout à Denver. Elle devient une personnalité emblématique des rubriques journalistiques mondaines et de nombreux articles sont publiés sur les différentes actions qu'elle mène. Celles-ci sont nombreuses car Margaret Brown continue à se consacrer aux autres. À la demande des femmes des grévistes, elle intervient ainsi dans la grève des mineurs à Ludlow, puis s’investit dans la lutte des femmes pour le droit de vote avant de partir précipitamment en France pour venir en aide aux soldats blessés sur le front. La paix revenue, Margaret Brown prend du temps pour se consacrer à sa passion, le théâtre.
Sans contact avec ses enfants, depuis la mort de James Brown et les problèmes liés à son héritage, Margaret Brown meurt seule dans son sommeil, à l'hôtel Barbizon de New York, le 26 octobre 1932 d'une attaque d'apoplexie. L'autopsie du corps révèle la présence d'une grosse tumeur cérébrale. Elle est enterrée dans le cimetière The Holly Rood, dans le comté de Nassau de l'État de New York, à côté de son mari James Joseph Brown.

## Engagements

### Soutien aux mineurs du Colorado

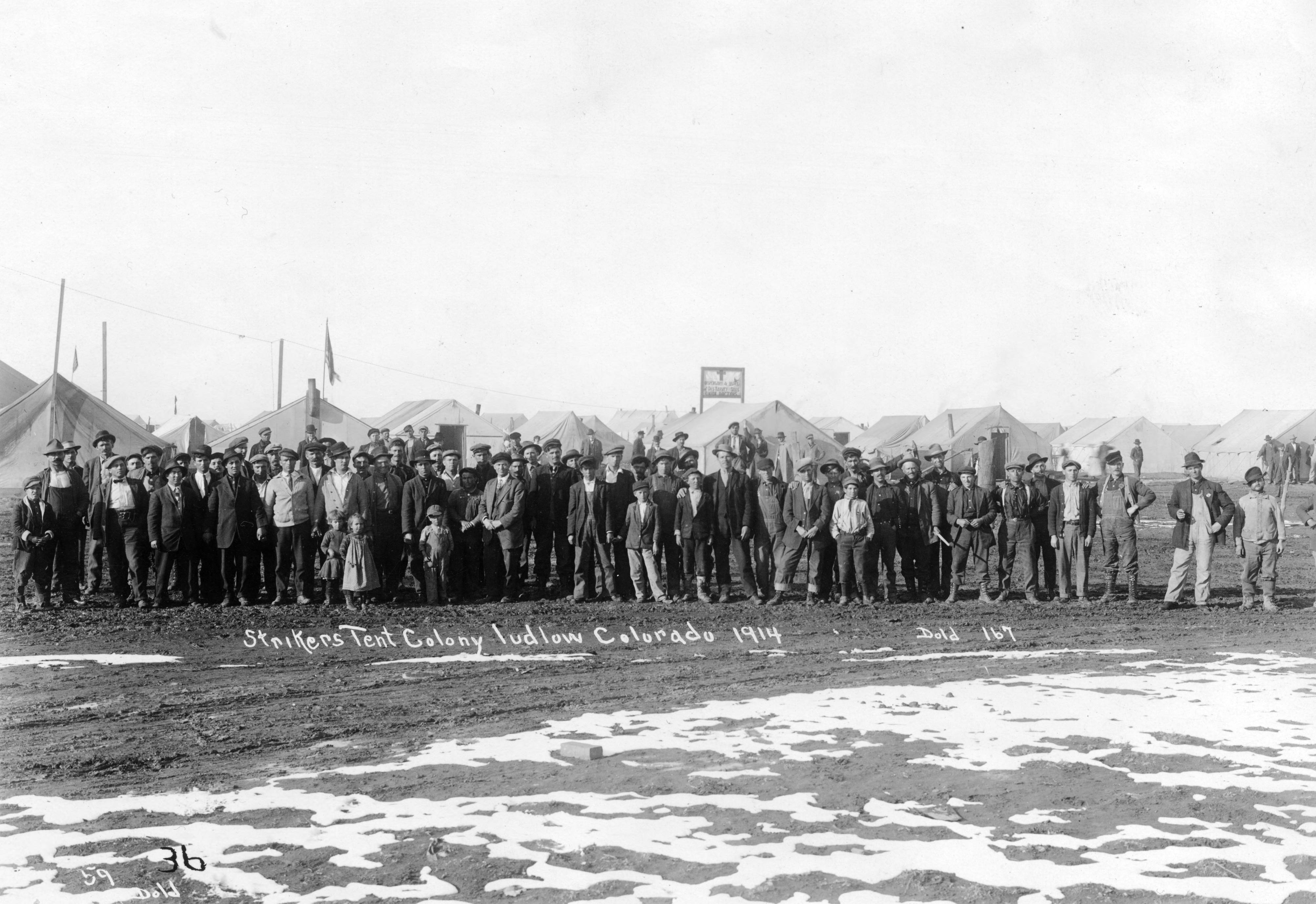
Des grévistes de Ludlow, et leurs familles, devant le camp de tentes.

Durant les années qu'elle passe à Leadville et Stumptown, Margaret Brown participe bénévolement aux soupes populaires qui viennent en aide aux familles de mineurs. En 1893, l'arrivée d'une fortune inespérée permet au couple de commencer une nouvelle vie, mais Margaret Brown n’a pas oublié d’où elle vient et comme sa nouvelle classe sociale lui permet de jouir d’un certain confort sans avoir besoin de travailler, elle décide de consacrer son temps libre au service des autres. Avec la crise minière, de nombreux bidonvilles fleurissent autour des villes et Denver n’est pas épargnée ; à nouveau elle aide dans les soupes populaires et les collectes de dons pour les familles des mineurs.
En avril 1914, les femmes des mineurs de Ludlow, qui ont entendu parler de Margaret Brown à la suite du naufrage du Titanic deux ans plus tôt, lui écrivent une lettre pour demander son soutien. Celle-ci est publiée dans le Times de Denver, dont voici un extrait : « Nous avons entendu votre anxiété concernant les hommes de la guerre du Mexique et nous voulions vous faire part de nos hommes et de nos femmes dans notre propre guerre, ici, chez nous. »
La grève du charbon, organisée par le syndicat United Mine Workers of America contre les sociétés minières, sévit dans le Colorado depuis 1913. Les grandes entreprises impliquées sont la Colorado Fuel & Iron Company, la Rocky Mountain Fuel Company, et la Victor-American Fuel Company, toutes trois détenues par la puissante famille Rockefeller,. À la suite du meurtre d'un délégué syndical, les mineurs de Ludlow se mettent en grève et écrivent une liste de revendications parmi lesquelles ils demandent une réduction du temps de travail et de meilleurs salaires pour justifier des conditions difficiles et rendues dangereuses par le non-respect des règles de sécurité de la part des sociétés minières. Les effondrements entraînent en effet régulièrement la mort de nombreuses personnes. Cependant toutes leurs demandes sont rejetées et les grévistes sont expulsés de leurs maisons avec femmes et enfants. Ils se relogent dans les collines environnantes sous des tentes prêtées par le syndicat. Rockefeller embauche des hommes de l'agence Baldwin Detective pour effectuer des raids dans les campements des grévistes, tandis que le gouverneur du Colorado envoie la garde nationale pour tenter de calmer les émeutes. De nombreux grévistes sont tués.
Le 20 avril 1914, le leader de la grève est convoqué par la garde nationale sous motif d'un accord de paix, mais il est en réalité assassiné. Une violente altercation éclate entre les grévistes et les gardes nationaux. Ces derniers ouvrent le feu et incendient le campement. Une trentaine de personnes trouvent la mort du côté des grévistes, dont deux femmes et onze enfants. Cet événement, appelé le « massacre de Ludlow », alerte l’opinion publique et la grève prend une dimension nationale. Peu de temps après, Margaret Brown se rend à Ludlow et lutte pour maintenir un juste milieu, tout en refusant de se joindre aux radicaux. Avec d'autres femmes des syndicats de Denver, elle multiplie les manifestations et les discours sur les droits des mineurs, un sujet qu'elle connaît bien. Elle dénonce également les pratiques inacceptables de Rockefeller. La grève finit par s’essouffler après plusieurs semaines et John Davison Rockefeller accepte finalement de faire des concessions. Un accord est signé entre les sociétés minières et les grévistes.

### Des idées progressistes et réformatrices

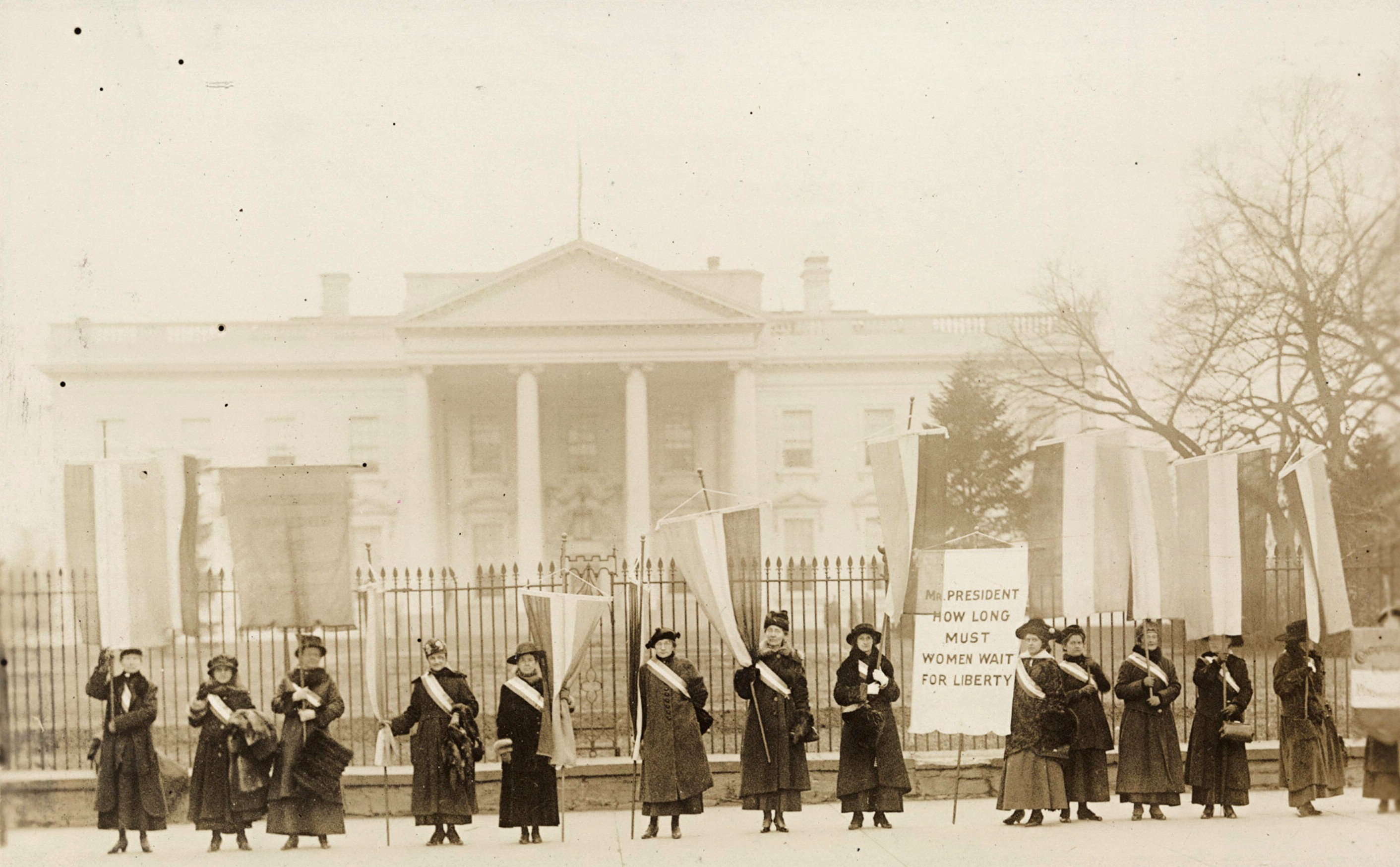
Des femmes de la National American Women's Suffrage Association, devant la Maison-Blanche.

Très tôt, alors que ses enfants sont encore jeunes, Margaret Brown s'engage dans la défense des droits des femmes. Elle aide l'association américaine pour le droit de vote des femmes (National American Women's Suffrage Association) à s'établir dans le Colorado et dans le même temps, Margaret Brown devient membre du club des femmes de Denver (Denver Woman's Club), dont la mission est l'amélioration de la vie des femmes à travers l'éducation et la philanthropie. En 1901, elle devient l'une des premières étudiantes à s'inscrire auprès de l'Institut Carnegie à New York. Adoptant les attributs d'une femme de la société, Margaret Brown s'immerge dans le monde des arts et de la littérature, et devient également multilingue en français, allemand et russe.
Elle se joint aux progressistes et aux réformateurs qui militent pour l’amélioration de la ville de Denver avec entre autres l’installation de bains publics dans le palais de justice, ainsi que l’aménagement de parcs publics. Comme la misère touche également de nombreux enfants, elle participe à la création de l’orphelinat de Denver et travaille en étroite collaboration avec Ben Lindsey, un juge réformateur et progressiste, pour la création d'un système de tribunal pour mineurs. Lindsey était lui-même engagé dans une lutte pour l’abolition du travail des enfants. Toujours pour la ville de Denver, Margaret Brown participe à une levée de fonds pour financer les travaux de la cathédrale de l'Immaculée Conception, qui seront pour l'essentiel achevés en 1912.
Son investissement allant grandissant, Margaret Brown tente de se faire élire au Sénat de l’État du Colorado en 1909. Cependant son initiative ne fait pas l'unanimité et les journaux du Colorado s'emparent de l'affaire. Elle ne bénéficie pas non plus du soutien de son mari car celui pense qu'« une femme ne doit apparaître que trois fois dans un journal, à sa naissance, à son mariage et à sa mort ». Elle retire finalement sa candidature avant le scrutin final.
En 1914, elle part habiter quelque temps à Newport, dans le Rhode Island, où se réunit toute la haute société américaine. C'est là qu'elle fait la rencontre d'Alva Vanderbilt Belmont, la présidente de l'Association du suffrage national des femmes américaines, avec laquelle elle s'implique à nouveau dans les droits des femmes. Elle rédige de nombreux articles à ce sujet, et notamment sur ce qu'elle a pu voir en France. En juillet de cette même année elle fait un discours lors de la conférence des « Grandes Femmes », dans lequel elle parle des conditions de travail des mineurs du Colorado. C'est avec le soutien d'Alva Belmont, que Margaret Brown fait campagne pour la seconde fois aux élections sénatoriales. Soutenue par un grand nombre, elle renonce cependant à sa candidature et modifie ses projets lorsqu'elle apprend la déclaration de la guerre. Margaret Brown décide alors de repartir en France.

### Une Française de cœur
Tout au long de sa vie, Margaret Brown porta une affection particulière pour la France. Le lien étroit qui l'unissait avec ce pays débuta dès 1897, lorsqu'elle créa l'Alliance française de Denver, qui est encore active plus d'un siècle après. Au début des années 1900, elle contribue à la publication des œuvres de Mark Twain en braille et en français. Elle se vante d'avoir bien connu le célèbre auteur des Aventures de Tom Sawyer qui, comme elle, avait grandi à Hannibal et qui était l'oncle d'une de ses amies d'enfance. Margaret Brown ne manqua jamais de passer par la France au cours de ses nombreux voyages à travers le monde. Ce fut notamment le cas en 1902 lorsqu'elle découvre Paris en compagnie de James Brown, puis en 1912 juste avant l'épisode du Titanic.
En 1914, apprenant le début de la guerre en Europe, elle délaisse ses activités politiques en Amérique pour se rendre en Picardie. Margaret Brown se rend sur le front pour soigner les blessés. Quelques années plus tard, en 1924 avec son amie, Anne Morgan, philanthrope américaine et fondatrice du Comité américain pour les régions dévastées, elle participe à la création du Musée historique franco-américain dans le château de Blérancourt, qui devient en 1931 le Musée national de la coopération franco-américaine. L'année suivante, quelques mois avant sa mort, Margaret Brown reçoit la décoration de la Légion d'honneur pour services rendus pendant la guerre.
En temps de paix, Margaret Brown fréquentait les théâtres de Paris, en tant que spectatrice et comédienne. Grande admiratrice de Sarah Bernhardt, elle rejoue sur scène les mythiques rôles de la célèbre comédienne. Son interprétation de L'Aiglon rencontra un grand succès, autant à New York qu'à Paris, et c'est pour ce rôle que la France lui remit la Palme de l'Académie française le 2 juin 1929, une distinction qui lui alla droit au cœur.

## Postérité

### Le musée Molly Brown
Revendue en 1932, à la suite de la mort de Margaret Brown, la maison de Denver accueille une nouvelle famille, avant d'être rachetée par Art Leisenring et de devenir un foyer pour jeunes filles rebelles durant les années 1960. C’est à cette même époque que Denver connaît une importante rénovation urbaine, et de nombreux bâtiments anciens sont détruits par les bulldozers. Craignant pour la maison, Leisenring crée un groupe de soutien avec d'autres citoyens, qui est ensuite incorporé à l’association Historic Denver Inc. Faisant appel aux médias et aux dons, finalement, l'association parvient à racheter la maison et entreprend une rénovation minutieuse du bâtiment. Afin de lui rendre sa splendeur des premiers jours, des analyses microscopiques des peintures sont réalisées, ainsi que des recherches architecturales à partir des photographies originales de la maison telle qu’elle était en 1910. À présent, c'est un musée consacré à la vie de Margaret Brown.
Le musée est une représentation parfaite de ce que pouvait être une maison victorienne et de la vie quotidienne qui s’y déroulait. Il conserve de nombreux objets ayant appartenu à la famille Brown et on peut notamment admirer un tableau représentant le naufrage du Titanic. Le petit-fils de Margaret Brown, Laurence Palmer Junior, a également fait don de toutes les photos de famille au musée qui en est aujourd’hui l’unique propriétaire.

### Le mythe de Molly

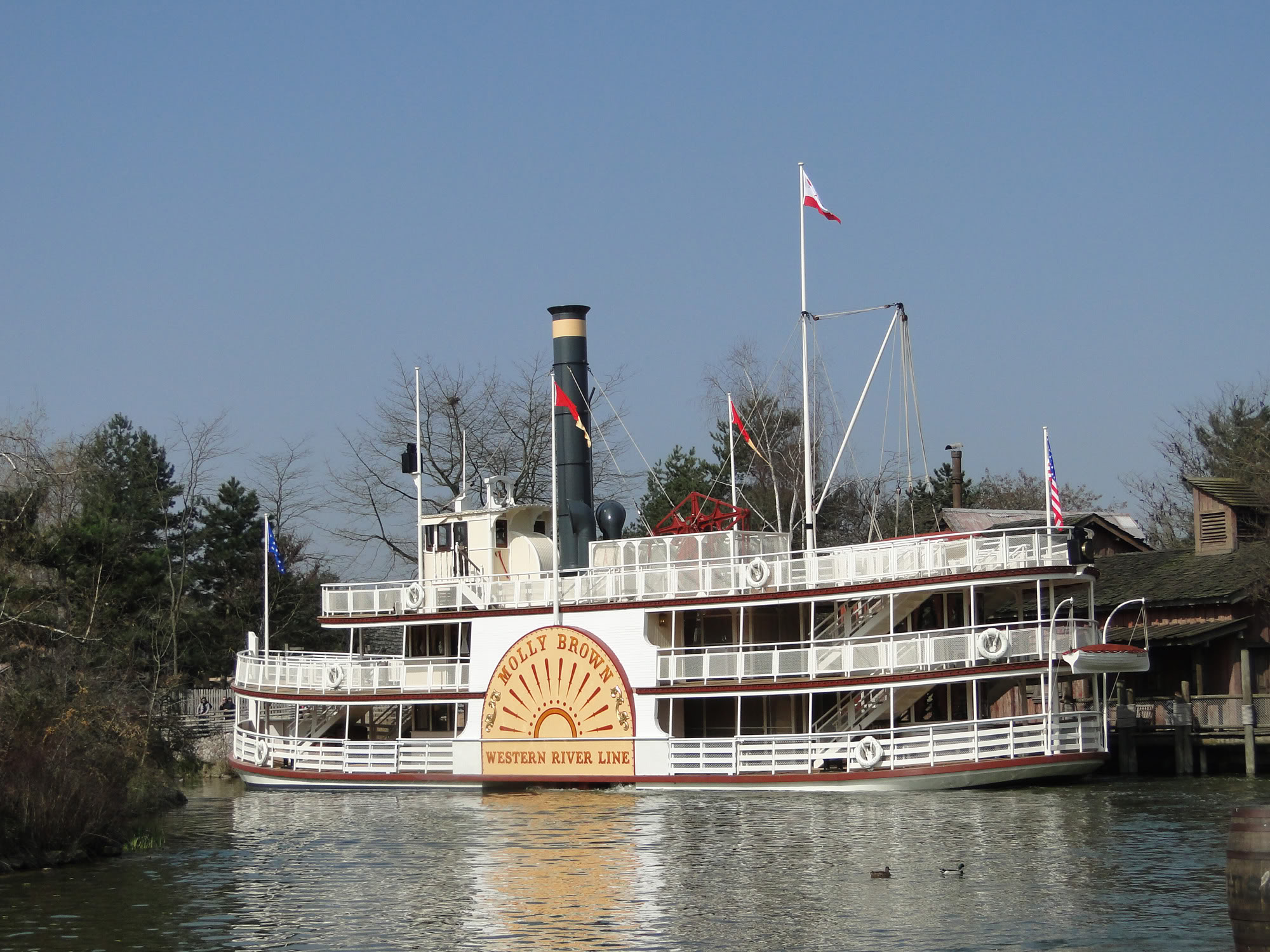
Le « Molly Brown » est le nom d'une attraction du parc Disneyland.

De nos jours Margaret Brown est presque exclusivement connue sous le nom de « Molly » Brown, mais elle n'a en réalité jamais été appelée ainsi de son vivant. Ce surnom lui a été attribué par le compositeur, Meredith Willson, qui trouvait que « Molly » était plus facile à chanter que « Maggie », le vrai surnom de Margaret Brown. Willson réalisa une comédie musicale sur la vie de Brown, qui connut un grand succès entre 1960 et 1962. Elle fut même adaptée au cinéma deux ans plus tard, par le réalisateur, Charles Walters, sous le titre La Reine du Colorado. Cependant la comédie musicale et le film présentent une image faussée de Margaret Brown, puisqu’elle y est notamment montrée comme une orpheline. Malgré tout, le film est l'un des trois plus gros succès cinématographiques de 1964 et aux yeux de tous, Margaret Brown devient « l'insubmersible Molly ».
Aussi, Molly Brown est également le nom donné par l'astronaute Virgil « Gus » Grissom à son vaisseau spatial Gemini 3 (première mission Gemini habitée), probablement en souvenir - ironique - de sa première mission spatiale, à la fin de laquelle sa capsule Mercury avait coulé accidentellement dans l'Atlantique[réf. nécessaire]. En effet, le qualificatif courant de "Molly Brown" était "l'incoulable (ou l'insubmersible) Molly Brown" ("Unsinkable Molly Brown"), désignation complète de la comédie musicale à succès à Broadway. L'insigne de Gemini 3 montre d'ailleurs une capsule flottant dans l'eau, image explicite.
Le téléfilm S.O.S. « Titanic » (1979) de William Hale offre quant à lui la vision d'une femme grossière et peu cultivée. Une scène du naufrage du Titanic, la montre même en train de menacer Robert Hichens avec une arme, ce qui est totalement faux. C'est dans le film Titanic (1997), de James Cameron, que Margaret Brown est la plus réaliste. Interprétée par l'actrice Kathy Bates, qui lui ressemble physiquement, elle est présentée comme la femme cultivée et sûre d'elle qu'elle était. Parmi les passagers de première classe, Margaret Brown est l'une des seules à témoigner du respect pour le héros, Jack Dawson, passager de troisième classe. Cependant, James Cameron utilise également le prénom « Molly » pour nommer son personnage.
Dans un autre domaine, le Molly Brown est aussi le nom d'un bateau à aubes du parc Disneyland de Paris. L'attraction propose un tour d'une quinzaine de minutes durant lesquelles l'histoire de Margaret Brown est diffusée par haut-parleur au public. Une photo originale de Mrs Brown, prise à sa descente du Carpathia, est visible dans la vitrine de la bibliothèque du salon privé du bateau.